# 桑显和
桑显和（?—?），隋朝虎牙郎将，作为屈突通的部将，镇守河东。617年九月，屈突通派桑显和率几千名骁果乘夜袭击唐公李渊的部将王长谐的营地。王长谐不胜，孙华、史大奈率领游骑，从后面袭击桑显和。桑显和大败，逃回城里，拆掉黄河桥梁。屈突通和刘文静相持了一个多月，又派桑显和率兵夜袭刘文静军营。刘文静和段志玄力战，桑显和兵败逃走，刘文静将桑显和的部下全部俘获。屈突通听说长安已失守，就留下桑显和镇守潼关，率军准备奔往洛阳。屈突通一走，桑显和就献出潼关，投降刘文静。刘文静派窦琮与桑显和去等人率领轻骑追上屈突通。窦琮派屈突通的儿子屈突寿去劝说，他命令身边的人用弓箭射屈突寿。桑显和对屈突通的队伍说：“如今京城已失，你们都是关中人，打算去哪里？”屈突通的士兵都投降，屈突通大哭：“臣力屈至此，非敢负国，天地神祇实知之。”屈突通被押送到长安，李渊任命他为兵部尚书。